# Pachylocerus corallinus
Pachylocerus corallinus là một loài bọ cánh cứng trong họ Cerambycidae.